# شراب (فیلم ۱۹۱۳)
شراب (انگلیسی: Wine) یک فیلم به کارگردانی جرج نیکولز است که در سال ۱۹۱۳ منتشر شد. از بازیگران آن می‌توان به راسکو آرباکل اشاره کرد.